# Max Hößl
Max Hößl (* 21. Juli 1928 in Grafenwöhr; † 19. Juli 2006 ebenda) war ein deutscher Politiker (SPD).
Nach bestandener Gesellenprüfung im Zimmererhandwerk war Hößl zunächst als Zimmerer und Baupolier, von 1960 an für den Bund als Handwerker tätig. Er saß im Vorstand der AOK Tirschenreuth/Eschenbach/Kemnath, war Beisitzer beim Verwaltungsgericht Ansbach sowie Vorsitzender des Bezirkspersonalrats beim Wehrbereichskommando VI. Politisch gehörte der Vorsitzende der SPD im Unterbezirk Tirschenreuth dem Stadtrat von Grafenwöhr und dem Kreistag des Landkreises Eschenbach sowie ab 1962 dem Bezirkstag der Oberpfalz an. 1970 wurde er in den Bayerischen Landtag gewählt. Dieses Mandat führte er bis zu seiner Niederlegung am 20. Februar 1973 aus, sein Nachfolger war Josef Gradl.